# انحياز القبعة البيضاء
انحياز القبعة البيضاء هي عبارة صاغها الباحثان في مجال الصحة العامة ديفيد أليسون ومارك كوب (2010)، من أجل وصف "تحيز مزعوم يؤدي إلى تشويه المعلومات لخدمة ما يمكن اعتباره نهايات صالحة"، والتي تتكون من كل من التقاطية الأدلة وانحياز النشر. شرح أليسون وكوب الدافع وراء هذا التحيز من حيث "الحماس، السخط تجاه بعض جوانب الصناعة"، وعوامل أخرى.
يشير مصطلح القبعة البيضاء إلى شخص طيب أخلاقياً، وفي هذه الحالة يكون لديه هدف صالح.

## نظرة عامة
تناقضت هذه الورقة الأولية مع البحث الذي تناول آثار المشروبات المحلاة المغذية والرضاعة الطبيعية على السمنة. وناقشوا الأدلة التي تضمنت هذه السلوكيات على أنها عوامل خطر وحماية (على التتالي)، وقارنت العلاج الممنوح للدليل لكل استنتاج. أكّدت تحليلاتهم قلة الاستشهاد بالأوراق البحثية التي أبلغت عن الآثار السلبية للمشروبات المحلاة أو الرضاعة الطبيعية على السمنة، وتم تفسيرها –عندما تم الاستشهاد بها- بطرق معينة لتضليل القراء فيما يخص النتيجة الأساسية. تم الاستشهاد بالأوراق التي تعرض نتائج إيجابية بشكل متكرر أكثر من المتوقع. على سبيل المثال، من بين 207 اقتباسات من ورقتين بحثيتين لا يوجد أي استشهاد لتأثير استهلاك المشروبات المحلاة على السمنة، كانت غالبية الاقتباسات والاستشهادات (84 و66%) إيجابية بشكل مضلل.
تم الإبلاغ عن استعراض للتحليلات يوضح أن الدراسات الممولة من قبل الصناعات أبلغت عن تأثيرات أقل مقارنةً بالدراسات غير الممولة من الصناعة، مما يعني أن تمويل الصناعة يقود الباحثين إلى انحياز نتائجهم لدعم مصلحة الجهة الممولة. أشارت تحليلات أليسون وكوب لهذه البيانات إلى أن الدراسات الفقيرة مادياً (غير الممولة) هي التي وجدت آثاراً سلبية أكثر، في حين أن الدراسات التي تمولها الصناعة كانت أكثر عدداً وأكثر فعالية: العثور على نتيجة تتفق مع انحياز القبعة البيضاء، وتشير إلى أن التأثير الحقيقي لتحلية المشروبات أقل مما وجدته معظم الدراسات.
يقترح أليسون وكوب أن المؤلفين والمجلات الذين يمتلكون معايير أعلى من الأمانة والنزاهة في الاستشهاد بالأبحاث قادرين على حماية العلوم. يناقش كل من يونغ ولونيديس والعبيدلي (2008) المفاهيم ذات الصلة، تأطير المعلومات العلمية والمجلات في سياق المنفعة الاقتصادية، والهدف من ذلك هو نقل المعرفة من العلماء إلى المهتمين بالعلم، مما يشير إلى أن الاعتراف بالطيف الكامل لتأثيرات النشر وعنونة علاج الآثار حتمية أخلاقية قد تساعد في هذا الهدف.

## جدال
يقترح أليسون أن الدراسات الممولة من الصناعة كانت أثر فعالية إلا أن انحياز النشر والاستشهاد كان واضحاً ضد النتائج السلبية، وكما هو متوقع من انحياز القبعة البيضاء، فإن أليسون -الذي يتم تمويله من قبل صناعة المواد الغذائية والمشروبات - أصبح موضوع تقرير إعلامي من قبل ABC التي تدين تأثير الصناعة على علوم النظام الغذائي.